# Biatlo nos Jogos Olímpicos de Inverno de 2022 - Revezamento feminino
O revezamento 4x6 km feminino do biatlo nos Jogos Olímpicos de Inverno de 2022 foi disputado no Hualindong Ski Resort, em Yanqing, Pequim, em 16 de fevereiro.

## Medalhistas
|  | SWE Suécia                                          |  | ROC                                                                      |  | GER Alemanha                                               |
|  | Linn Persson Mona Brorsson Hanna Öberg Elvira Öberg |  | Irina Kazakevich Kristina Reztsova Svetlana Mironova Uliana Nigmatullina |  | Vanessa Voigt Vanessa Hinz Franziska Preuß Denise Herrmann |

## Resultados
Cada atleta percorreu 6 quilômetros e passou pela estande de tiro duas vezes, a primeira atirando deitado e a segunda em pé.
| Pos. | Bib | País                                                                                    | Tempo                                     | Penalidades (P+S)                    | Diferença |
| ---- | --- | --------------------------------------------------------------------------------------- | ----------------------------------------- | ------------------------------------ | --------- |
| 01 ! | 3   | SWE Suécia Linn Persson Mona Brorsson Hanna Öberg Elvira Öberg                          | 1:11:03.9 17:24.9 17:45.9 17:58.4 17:54.7 | 0+6 0+0 0+1 0+0 0+0 0+1 0+3 0+0 0+1  | —         |
| 02 ! | 2   | ROC Irina Kazakevich Kristina Reztsova Svetlana Mironova Uliana Nigmatullina            | 1:11:15.9 17:41.3 17:02.5 18:38.9 17:53.2 | 1+7 0+1 0+1 0+1 0+0 0+0 1+3 0+0 0+1  | +12.0     |
| 03 ! | 5   | GER Alemanha Vanessa Voigt Vanessa Hinz Franziska Preuß Denise Herrmann                 | 1:11:41.3 17:24.4 18:05.3 18:16.5 17:55.1 | 0+6 0+0 0+0 0+0 0+2 0+1 0+1          | +37.4     |
| 4    | 4   | NOR Noruega Karoline Offigstad Knotten Tiril Eckhoff Ida Lien Marte Olsbu Røiseland     | 1:11:54.6 17:38.0 18:59.2 17:47.5 17:29.9 | 2+8 0+0 0+0 0+2 2+3 0+0 0+1 0+1 0+1  | +50.7     |
| 5    | 7   | ITA Itália Lisa Vittozzi Dorothea Wierer Samuela Comola Federica Sanfilippo             | 1:12:37.0 17:25.9 17:28.6 18:22.1 19:20.4 | 0+5 0+1 0+1 0+0 0+0 0+0 0+1 0+0 0+2  | +1:33.1   |
| 6    | 1   | FRA França Anaïs Bescond Anaïs Chevalier-Bouchet Justine Braisaz-Bouchet Julia Simon    | 1:13:16.9 17:36.9 18:53.4 17:55.1 18:51.5 | 2+10 0+0 0+1 1+3 0+1 0+2 0+0 0+0 1+3 | +2:13.0   |
| 7    | 9   | UKR Ucrânia Iryna Petrenko Yuliia Dzhima Anastasiya Merkushyna Olena Bilosiuk           | 1:14:04.1 17:46.1 19:06.1 18:09.5 19:02.4 | 1+6 0+0 0+0 1+3 0+3 0+0 0+0          | +3:00.2   |
| 8    | 8   | CZE República Checa Eva Puskarčíková Markéta Davidová Jessica Jislová Lucie Charvátová  | 1:14:06.0 18:20.2 17:40.7 18:49.8 19:15.3 | 1+8 0+0 0+2 0+0 0+1 0+1 0+1 0+0 1+3  | +3:02.1   |
| 9    | 14  | AUT Áustria Dunja Zdouc Lisa Theresa Hauser Anna Juppe Katharina Innerhofer             | 1:15:07.6 18:13.0 18:12.3 19:51.3 18:51.0 | 3+7 0+0 0+0 0+1 0+0 2+3 0+0 0+0 1+3  | +4:03.7   |
| 10   | 16  | CAN Canadá Emma Lunder Megan Bankes Emily Dickson Sarah Beaudry                         | 1:15:34.3 17:45.8 18:29.7 19:39.3 19:39.5 | 0+8 0+1 0+1 0+0 0+3 0+1 0+2 0+0 0+0  | +4:30.4   |
| 11   | 10  | USA Estados Unidos Susan Dunklee Clare Egan Deedra Irwin Joanne Reid                    | 1:15:51.3 18:44.8 19:04.1 19:17.1 18:45.3 | 2+9 0+0 0+0 0+2 1+3 0+0 1+3 0+0 0+1  | +4:47.4   |
| 12   | 18  | CHN China Tang Jialin Chu Yuanmeng Ding Yuhuan Meng Fanqi                               | 1:16:11.5 18:05.2 18:37.9 19:44.2         | 1+5 0+0 0+1 0+0 1+3 0+0 0+0          | +5:07.6   |
| 13   | 6   | BLR Bielorrússia Iryna Leshchanka Dzinara Alimbekava Elena Kruchinkina Hanna Sola       | 1:16:34.4 17:51.9 18:59.9 20:47.7 18:54.9 | 5+16 0+0 0+2 0+0 1+3 0+3 3+3 0+2 1+3 | +5:30.5   |
| 14   | 15  | POL Polônia Monika Hojnisz-Staręga Kamila Żuk Kinga Zbylut Anna Mąka                    | 1:17:12.1 18:06.0 20:04.3 19:33.1 19:28.7 | 1+10 0+2 0+1 1+3 0+1 0+0 0+3 0+0 0+0 | +6:08.2   |
| 15   | 12  | EST Estônia Regina Oja Tuuli Tomingas Susan Külm Johanna Talihärm                       | LAP 18:18.9 19:36.8 18:42.6 LAP           | 0+1 0+3 0+2 2+3 0+1 0+0 3+3          | +9        |
| 16   | 13  | FIN Finlândia Suvi Minkkinen Mari Eder Erika Jänkä Nastassia Kinnunen                   | LAP 19:15.2 17:39.3 21:11.6 LAP           | 0+0 0+0 0+1 2+3 0+2                  | +9        |
| 17   | 17  | JPN Japão Fuyuko Tachizaki Sari Maeda Asuka Hachisuka Yurie Tanaka                      | LAP 17:55.9 19:01.8 21:16.4 LAP           | 0+1 0+2 0+0 0+3 0+0 2+3 0+3          | +9        |
| 18   | 20  | BUL Bulgária Milena Todorova Maria Zdravkova Lora Hristova Daniela Kadeva               | LAP 17:36.7 21:04.7 LAP                   | 0+1 0+1 0+0 1+3 0+1 0+1              | +9        |
| 19   | 19  | SVK Eslováquia Ivona Fialková Henrieta Horvátová Veronika Machyniaková Paulína Fialková | LAP 17:43.0 20:10.2 LAP                   | 0+1 0+2 0+3 0+2 2+3 0+1              | +9        |
| 20   | 11  | SUI Suíça Irene Cadurisch Lena Häcki Selina Gasparin Amy Baserga                        | DNF                                       | 0+2 0+1                              | +9        |

Legenda
| Recorde mundial      | Recorde mundial (World record)               |                       | Recorde africano                      | Recorde africano (African) |                                           | Q | Classificado por posição (Qualified) |
| Recorde olímpico     | Recorde olímpico (Olympic record)            | Recorde da América    | Recorde da América (Americas)         | q                          | Classificado por melhor tempo (Qualified) |   |                                      |
| Melhor marca do ano  | Melhor marca do ano (World leading)          | Recorde asiático      | Recorde asiático (Asian)              | DNS                        | Não largou (Did not start)                |   |                                      |
| Recorde nacional     | Recorde nacional (National record)           | Recorde europeu       | Recorde europeu (European)            | DNF                        | Não terminou (Did not finish)             |   |                                      |
| Recorde pessoal      | Recorde pessoal do atleta (Personal best)    | Recorde da Oceania    | Recorde da Oceania (Oceania)          | DSQ / DQ                   | Desclassificado (Disqualified)            |   |                                      |
| Recorde da temporada | Recorde da temporada do atleta (Season best) | Recorde sul-americano | Recorde sul-americano (South America) | NM                         | Sem marca (No mark)                       |   |                                      |